# شافت
شافت (بالإنجليزية: SHAFT)‏ (باليابانية: シャフト) (بالروماجي: Shafuto) هو استوديو انميشن ياباني أسسه هيروشي واكاو في الأول من سبتمبر عام 1975 م.

## أعمال الاستوديو

### أهم إنتاجات الأنمي
- سلسلة المونوغاتري
  - باكيمونوغاتاري (مسلسل أنمي)
  - نايسمونوغاتري (مسلسل أنمي)
  - نيكومونوغاتري (مسلسل أنمي)
  - سلسلة المونوغاتري الجزء الثاني (مسلسل أنمي)
  - هانامونوغاتري (مسلسل أنمي)
  - اواريمونوغاتري (مسلسل أنمي)
  - اواريمونوغاتاري الجزء الثاني (مسلسل أنمي)
  - كايزومونوغاتري الأول (فيلم)
  - كايزومونوغاتري الثاني (فيلم)
  - كايزومونوغاتري الثالث(الاخير من سلسلة الافلام كايزو) (فيلم)
- الفتاة الساحرة مادوكا ماجيكا
  - الفتاة الساحرة مادوكا ماجيكا (مسلسل أنمي)
  - الفتاة الساحرة مادوكا ماجيكا الجزءالأول: بداية القصة (فيلم)
  - الفتاة الساحرة مادوكا ماجيكا الجزء الثاني: القصة الخالدة (فيلم)
  - الفتاة الساحرة مادوكا ماجيكا الجزء الثالث: الثورة (فيلم)
- نيسكوي (مسلسل أنمي)
  - نيسكوي الجزء الثاني (مسلسل أنمي)
- سايونارا زتسبو سينسيه (مسلسل أنمي)
- آذار يأتي كالأسد (مسلسل أنمي)
  - آذار يأتي كالأسد الجزء الثاني (مسلسل أنمي)

## روابط خارجية
- شافت على موقع IMDb (الإنجليزية)
- شافت على موقع ميوزك برينز (الإنجليزية)
- شافت على موقع ANN company (الإنجليزية)

## روابط إضافية
- الموقع الرسمي